# Pseudaulacaspis abbrideliae
Pseudaulacaspis abbrideliae är en insektsart som först beskrevs av Chen 1983.  Pseudaulacaspis abbrideliae ingår i släktet Pseudaulacaspis och familjen pansarsköldlöss. Inga underarter finns listade i Catalogue of Life.